# Samorząd Regionu Gan Rawe
Samorząd Regionu Gan Rawe (hebr. מועצה אזורית גן רווה) – samorząd regionu położony w Dystrykcie Centralnym, w Izraelu.
Samorządowi podlegają osady rolnicze położone w pobliżu wybrzeża Morza Śródziemnego, w rejonie miast Riszon Le-Cijon, Nes Cijjona i Jawne.

## Osiedla
Samorządowi podlega 1 kibuc, 6 moszawów i 1 wioska.

### Kibuce
- Palmachim

### Moszawy
| - Bet Chanan - Bet Owed - Ge’alja | - Gan Sorek - Kefar ha-Nagid - Neta’im |

### Wioski
- Ajanot